# Cymodusopsis albiscapa
Cymodusopsis albiscapa là một loài tò vò trong họ Ichneumonidae.